# Кадомська Марія Абрамівна
Марія Абрамівна Кадомська (нар. 5 вересня 1947, Львів) — український мистецтвознавець.

## Життєпис
Народилася 5 вересня 1947 року у Львові, закінчила Львівський державний університет імені Івана Франка. 1970 року переїхала до Києва.
Працювала у Київській міжобласній спеціальній реставраційній майстерні, згодом у інституті «Укрпроектреставрація».
З 1997 року працює у «НДІпроектреконструкція», від 2000 року — на посаді головного мистецтвознавця.
Є автором понад 200 детальних історичних довідок (кожна довідка присвячена одній пам'ятці) культових, громадських та житлових споруд Києва, Сум, Сімферополя, Полтави, Вінниці та храмів і садиб Полтавщини, Житомирщини, Київщини, Сумщини, Черкащини.
Брала участь у створенні тому «Київ» Зводу пам'яток історії та культури України як один із найактивніших співавторів.
Виступає з публікаціями у спеціалізованих та періодичних виданнях. Співавтор 2 книг серії «Історія однієї вулиці».

## Публікації (вибрані)
- Кадомська М., Малакова І. Покровська церква в с. Пархомівка // З історії української реставрації. — К., 1996. — С. 88—93.
- Кадомська М., Малакова І. Воскресенська церква на Печерську // З історії української реставрації. — К., 1996. — С. 185–188.
- Кадомська М., Отченашко В. Будинки 18 ст. по вул. Притисько-Микільській у Києві // З історії української реставрації. — К., 1996. — С. 30—35.
- Особняк Терещенків // Особняк. — 1997. — № 1. — С. 16-17.
- Особняк у Липках // Особняк. — 1997. — № 6. — С. 22-23.
- Пам'ятки Києва: Путівник // За матеріалами «Зводу пам'яток історії та культури м. Києва» (серед укладачів). — К., 1998.
- Перелік власників приватних садиб історичної частини вул. Володимирської (за архівними розвідками). — Укладено М. Кадомською // Володимирська. Культурологічний путівник. — К., 1999.
- Пам'ятка архітектури 19 ст. — особняк Б. І. та В. Н. Ханенків // Ханенківські читання. Вип. 2, 2000. — С. 3—12.
- Фотоспомин. Київ, якого немає: Анотований альбом світлин 1977–1988 років / автор світлин В. Галайба; автори-упорядники: М. Виноградова та ін. — К. : Головкиївархітектура; НДІТІАМ, 2000. — 408 с. : іл. — ISBN 966-7452-27-1. (серед авторів-упорядників).
- Московська і Васильківська брами Києво-Печерської фортеці // Пам'ятки України: історія та культура. — 2003  — № 3. — С. 52—61.
- З маленьких сюжетів великого Міста // Культурна спадщина Києва: дослідження та охорона історичного середовища. — К., 2003. — С. 80-88.
- Кадомська М., Хромченков В. Караїмська кенаса у Києві // Вісник УкрНДІпроектреставрація. — 2004. — № 2. — С. 81—91.
- Кадомська М., Ступнікова В. Історико-архітектурне дослідження і основні моменти реконструкції будинку Дипломатичної Академії і консульського управління МЗС України // Реконструкція житла. — 2004. — Вип. 5. — С. 204–218.
- Незакінчена історико-архітектурна інвентаризація забудови Києва 1983–1984 рр. // Київ і кияни: Вип.4. — К., 2005. — С. 134—138.
- Всякому городу нрав и права // Контракты. — 2005. — № 35. — С. 58—61.
- Результати бібліографічних та архівних робот об'єкту культурної спадщини — колишнього прибуткового будинку по вул. Б. Хмельницького, 52 // Реконструкція житла. — 2005. — Вип. 6. — С. 151—157.
- Один з будинків родини Лакердів (Андріївський узвіз, 2-а)// Теорія та історія архітектури і містобудування: Зб. Наукових праць НДІТІАМ. — Вип. 6, 2005. — С. 147–155.
- Відлуння минулого: історія забудови ділянки по вул. Володимирській, 17 // Київ і кияни: Вип. 5. — К., 2005. — С. 20—29.
- До історії забудови одного з композиційних акцентів Верхнього Києва — житлового будинку проти Золотих воріт (Володимирська, 40) // Реконструкція житла. — 2006. — Вип. 7. — С. 83—94.
- Пам'ять місця (Тарасівська, 20) // Київ і кияни: Вип. 7. — К., 2007. — С. 212–218.
- До проблеми реконструкції об'єктів міського середовища, що не мають статусу пам'яток культурної спадщини. Історико-архівна розвідка житлового будинку по б. Л.Українки,6 // Реконструкція житла. — 2007. — Вип. 8. — С. 219–229.
- Зміна історичних нашарувань та парцеляції в історичному центрі на прикладі садиби по вул. Володимирській, 51/53 // Реконструкція житла. — 2007. — Вип. 8. — С. 204–218.
- Как поссорились Николай Викторович с Павлом Федотовичем или штрихи к истории «Замка вздохов» на улице Шелковичной. Переписка П. Алешина с Н. и А. Ковалевскими // Киевский Альбом. Вип.5. — 2007. — С. 93-99; Вип.6. — 2009. — С. 96-105; Вип.7. — 2010. — С. 60—72.
- Одна з останніх пам'яток київського магдебурзького права // Реконструкція житла. — 2008. — Вип. 9. — С. 75-85; Київ і кияни: Вип. 8. — К., 2008. — С. 48—54.
- Кадомська М., Лєбєдєва З. Минуле і сучасне садиби по вул. Орлика, 6 в м. Києві // Реконструкція житла, 2008. — Вип. 9. — С. 86—97.
- Один квартал Верхнього Києва. Фрагмент. // Київ і кияни: Вип. 9. — К., 2009. — С. 101–110.
- Сходи до пам'ятника Магдебурзького права // Реконструкція житла. — 2009. — Вип. 11. — С. 79—95.
- Малаков Д. Прибуткові будинки Києва. — К., 2009 (науковий редактор — М. Кадомська).
- Костьол св. Антонія Падуанського. Село Стара Котельня на Житомирщині // Хроніка 2000. — Вип. 81. — 2010. — С. 129–146.
- Десятинна, 14 — будинок, де працювали М. Врубель, В. Орловський та помер В. Котарбинський // Хроніка 2000. — Вип. 81. — 2010. — С. 147—155.
- Прорізна, Ярославів Вал. Культурологічний путівник. — К., 2010 (співавтор).
- Андреевский спуск. Культурологический путеводитель. — К., 2011 (співавтор).
- Кадомская М., Мокроусова А. Замок вздохов или История о том, как поссорились Павел Федотович и Николай Викторович. — К., 2013. (рос.)
- Кадомська Марія Церква воскресіння христового на Печерську / Марія Кадомська, Ірина Малакова // Пам'ятки України. — 1997. — № 1. — С. 52–53.